# Liste der Biografien/Tsy
Liste der Biografien |
Portal Biografien |
Personensuche
# |
A |
B |
C |
D |
E |
F |
G |
H |
I |
J |
K |
L |
M |
N |
O |
P |
Q |
R |
S |
T |
U |
V |
W |
X |
Y |
Z |
?
 
Ta |
Tc |
Te |
Tf |
Tg |
Th |
Ti |
Tj |
Tk |
Tl |
Tm |
To |
Tq |
Tr |
Ts |
Tu |
Tv |
Tw |
Tx |
Ty |
Tz
 
Tsa |
Tsc |
Tse |
Tsh |
Tsi |
Tsj |
Tso |
Tsu |
Tsv |
Tsy |
Tsz
Die Liste der Biografien führt alle Personen auf, die in der deutschsprachigen Wikipedia einen Artikel haben. Dieses ist eine Teilliste mit 5 Einträgen von Personen, deren Namen mit den Buchstaben „Tsy“ beginnt.

## Tsy

### Tsyb
- Tsybulko, Oleg (* 1984), moldauischer Opernsänger der Stimmlage Bass

### Tsyg
- Tsygan, Boris (* 1958), russischer Mathematiker
- Tsygourova, Katerina (* 2000), Schweizer Tennisspielerin

### Tsym
- Tsymbalyuk, Alexander (* 1976), ukrainischer Opernsänger (Bass)

### Tsys
- Tsys, Svetlana (* 1989), deutsche SchönheitsköniginSvetlana Tsys (* 1989)

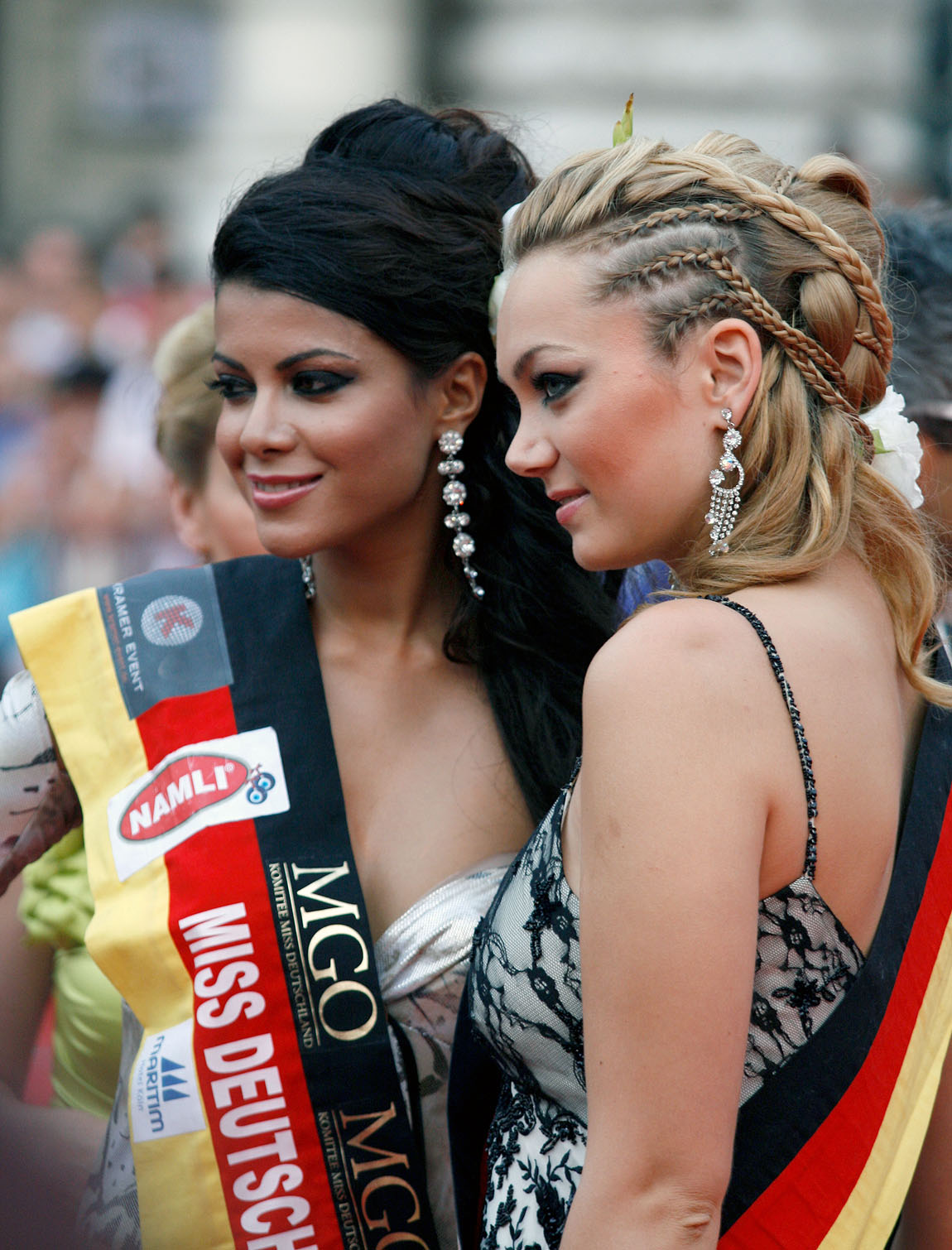
Svetlana Tsys (* 1989)